# 타하 야신 케니시
타하 야신 케니시(아랍어: طه ياسين الخنيسي, Taha Yassine Khenissi, 1992년 1월 6일 ~ )는 튀니지의 축구 선수로 현재 쿠웨이트 프리미어리그의 쿠웨이트 SC에서 공격수로 활약하고 있다.